# Курайський степ
Курайський степ — міжгірська улоговина на південному сході Республіки Алтай, в середній течії річки Чуя, між Курайським і Північно-Чуйським хребтом.

## Фізико-географічна характеристика

### Географічне положення
Степ являє собою дно досить глибокої міжгірської улоговини, що знаходиться на висоті 1500-1600 м над рівнем моря, що має до 20 км у поперечнику, оточений з півдня Північно-Чуйським хребтом, а з півночі - Курайським.

### Рельєф
Курайський степ значно відрізняється за своїм характером від інших долин Алтаю і несе в собі деякі риси пустелі. Дно долини - абсолютно гладка рівнина.

### Клімат
Степ розташований в зоні різко-континентального клімату. Літня спека переривається сніговими завірюхами и буранами. Тривалість безморозного періоду — 55-60 днів. Річна сума опадів — 150-200 мм. Сума температур вище 10 градусів за Цельсієм — 1100-1250.
Різкі контрасти температури повітря і поверхні ґрунту пояснюються висотним становищем степу і сильним вихолоджуванням при безхмарному небі.

## Гідрологія
Тут знаходиться одне з найефективніших полів велетенських знаків брижі течії у світі, пов'язаних з паводками з льодовиково-підпрудних озер.  Це поле розвинене в зоні зворотних течій суперпаводків на правому березі річки Тете.

## Рослинний і тваринний світ
Долина має специфічний рослинний покрив, характерним більшою мірою для пустельного степу Монголії. Лише в надрічкової долині Чуї по берегах річки зустрічаються тополя ларолістна, плакуча курайська верба, чагарники жовтоцвітного курильського чаю (Pentaphylloides fruticosa), обліпихи (Hippóphaë). На сухих пагорбах росте карагана (Caragana), серед чагарників у долині річки можна зустріти гірські незабудки (Myosótis), білоцвітний білозір, ломикамінь точковий та інші рослини.
Тваринний світ степу представлений такими видами як степовий тхір, заєць-біляк, лисиця, вовк. По берегам річок зустрічаються журавлі і лелеки.

## Археологія
Курайський степ багатий археологічними пам'ятками. У долині Чуї збереглися численні кургани, кам'яні баби, писаніці на каменях і стародавні зрошувальні системи. Може бути курганів виділена давньотюркська культура, яка отримала назву «Курайська».
Залишки пам'яток стародавньої іригації зустрічаються також у долинах Малого та Великого Ільгуменю (біля сіл Хабаровка і Купчегень), в долині річки Урсул (між селом Шашікман і річкою Куратов), а також по річці Актру в урочищі Тете.
Кам'яні статуї датуються VII - IX століттями і відносяться до тюркської епохи. На цих пам'ятках історії та археології збереглися рунічні написи і малюнки. На лівому березі Чуї в урочищі Тете знаходиться кам'яна баба «Кезер», що відрізняється своїми об'ємними формами і розмірами. Статуя витесана з зеленувато-сірого граніту і встановлено посередині східної стінки чотирикутної огорожі, всередині якої викладена майданчик з каменю. Висота «Кезера» - 1,6 метра, а товщина в поясі - 3,4 метра. Статую до колін вкопано в землю.
Недалеко від гирла Титигему знаходяться три великі каміння, які за калмицьким переказами вважаються могилами китайської царівни, її служниці та їх коней. За легендою, ця царівна була одружена з калмицьким Зайсаном з Урсулу, але сімейні негаразди змусили її бігти в Китай. У Курайському степу її зупинив сніговий буран - дівчина змерзла разом з провідником. Переслідувавший їх Зайсан, відшукав трупи і урочисто поховав, поклавши на їх могили величезні камені, щоб ніхто не міг викрасти скарби, зариті з тілами. Але китайці, дізнавшись про це, зрушили камені, вирили трупи і скарби, перенісши їх у Китай.